# 대한민국의 성선택적 낙태
성선택적 낙태는 예상되는 성별 때문에 아이를 낙태하는 행위이다. 이러한 관습은 1980년대부터 2000년대 초반까지 남성 자녀들이 선호하는 선택적인 여성 자녀 낙태가 흔했던 대한민국에서 인기를 끌었다. 역사적으로, 한국의 많은 가치와 전통은 가부장제를 지시하는 유교에 바탕을 두고 있었다. 그래서 딸보다 아들을 더 좋아하게끔 동기를 부여한다. 또한 낙태금지법이 존재했음에도 아들 선호와 성선택적 기술의 결합으로 성선택적 낙태와 출생아 수가 증가하였다. 그 결과, 한국은 1980년대에서 2000년대 초반 사이에 성비가 급격히 증가했다. 그러나 최근 들어 가족정책과 현대화가 바뀌면서 아들 선호도에 대한 태도가 바뀌어 성비 정상화와 성중절 낙태 건수가 낮아지고 있다. 다만 낙태 금지와 주제를 둘러싼 논란으로 인한 성선택적 낙태 유도 건수에 대한 명시적인 자료는 수집되지 않고 있다. 따라서, 학자들은 성 선택, 낙태 정책, 성차별, 그리고 다른 문화적 요인들 사이의 연관성을 지속적으로 분석하고 만들어왔다.

## 성 선택적 낙태의 이유

### 문화선호
이조 중엽에는 한국의 전통과 가치에 큰 영향을 미쳤다 유교는 노인을 공경하는 것을 강조하며, 가장이 되고 가족을 돌보는 책임을 지는 아버지의 전통적인 생각을 고수한다. 따라서, 이것은 가부장적인 가족 혈통의 전통이 시작되었다. 한국에서는 '암종지도'라는 말이 유행하고 있는데, 이것은 여성들이 자신의 인생에서 아버지와 남편, 그리고 아들 세 사람을 따라간다는 생각을 일컫는다. 그 결과, 딸들이 전형적으로 다른 가정으로 결혼하게 되고, 친부모를 돌볼 기회가 줄어들기 때문에 여성들은 가족이나 시댁으로부터 미래에 가족을 돌볼 아들을 낳아 가족의 혈통을 이어가도록 압력을 받는 경우가 많았다. 이것은 또 다른 유명한 속담인 "철가위"에 해당하는데, 이것은 소녀가 결혼하면 친가문의 외지인이 된다는 뜻이다. 게다가, 그녀는 아들을 낳을 때까지 남편의 가족들에게도 외지인으로 남아있습니다. 역사적으로, 황제의 아내가 왕실을 아들을 낳지 않자, 황제는 아들을 낳을 기회를 늘리기 위해 더 많은 후궁을 고용했다. 따라서, 이러한 부하의 역할로 여성을 소외시키고, 아들을 낳아야 한다는 압력이 증가하여, 성차별과 아들 선호가 지속되었고, 결국 1980년대에 한국에서 여성의 선택적 낙태가 증가하게 되었다.
이러한 문화적 선호는 유교의 영향을 받은 지 몇 년이 지난 후에도 계속해서 한국 가정에 영향을 미치고 있다. 1999년 조사에서는 한국 남성의 78%, 한국 여성의 70%가 아들을 갖는 것이 필요하고 바람직하다고 생각하는 것으로 나타났다. 1990년대 중반 이후 성선택적 낙태 비율이 둔화되는 가운데 성차별과 아들에 대한 욕구가 팽배했다. 현대화와 함께, 일련의 법 변화와 2000년대 중반 서구적 가치의 영향과 함께, 전통적인 믿음에 대한 태도는 느슨해졌다. 젊은 세대들은 더 많은 정서적 연관성에 대해 딸들에게 더 많은 관심과 선호도를 보였고, 이로 인해 성선택적 낙태가 덜 보편화되고 성비 정상화가 이루어졌다.

### 인구관리정책 및 가족법
1948년, 낙태는 법에 의해 금지되었고 비판적으로 관찰되었다. 이후 1961년, 한국은 증가하는 인구를 줄이고 원치 않는 임신을 줄이려는 희망으로 인구 통제 정책을 시행했다. 정부는 소가족과 빈곤율 감소를 홍보하는 슬로건을 통해 이를 홍보했다. 하지만 낙태가 합법화되면서 많은 여성들이 낙태를 유도하는 쪽으로 방향을 틀었다. 합법성에도 불구하고 낙태 시술 클리닉이 전국적으로 성행했다. 따라서, 낙태의 가능성과, 아이를 적게 낳으려는 정부의 동기 부여와 전통적인 가부장적 혈통 선호가 결합되어, 많은 가정들이 딸보다는 아들을 갖는 것을 선택했다.
한국의 호적들은 2005년까지 '호주제'를 도입했다. 가족 중에서 태어난 아들 또는 딸은 호적에 아버지 밑에 이름을 올렸다. 그 결과 미혼모인 미혼모 사이에서 태어난 자녀들이 정식 호적에 오르기 위해 남성 친인척 밑에 등재하라는 압력을 받거나 비상장이 될 위험을 감수하는 경우가 많았다. 그런 이유로, 많은 가정들은 권력을 갖지 못할지도 모르는 딸보다는 가계를 무한정 이어갈 아들을 더 갖고 싶어한다. 이것은 2005년 의무적인 혈통 제도가 폐지되면서 가족의 아들 필요성에 대한 해소가 되었다. 자녀의 성별이 현재 가족의 세습에 적절한 영향을 미치지 않았고, 이는 성비 정상화와 여성의 출산 압력 감소에 기여했다.

## 인간 출생 성비
성선택적 낙태의 증가는 왜곡된 인간의 성비로 이어졌고, 1985년에는 108.6, 1990년에는 112.5까지 치솟았다. 이러한 왜곡은 한국의 인구통계학에 중요한 사회적, 문화적 영향을 미쳤다. 유아와 아동 사망률이 높은 성비율에 영향을 미쳤을 수 있지만, 보고된 성비가 매우 적어서(1985년 1000명 중 9.9명) 높은 성비의 신뢰할 수 있는 이유로 분류할 만큼 데이터가 유의하지 않다는 점에 유의해야 한다.

## 사회적 영향

### 높은 성비의 결과
남성 출산율이 높아지면서 한국에서 여성 부족이 우려되고 있다. 젊은 농촌 남성들은 대부분 더 나은 고용과 삶의 질을 위해 도시 지역으로 가는 젊은 여성들로 인해 아내를 찾는 데 더 많은 어려움을 겪고 있다. 그러나, 추가적인 연구들은 이러한 현상이 최근 몇 년 동안 한국의 전반적인 출산율 저하로 인해 성 선택적인 낙태보다 더 가능성이 높다는 것을 발견했다.
여성의 희귀성으로 인한 포르노 이용 증가와 여성을 대상으로 한 성범죄 증가도 부정적인 사회적 함축일 수 있다. 여성의 수가 더 많아짐에 따라, 남성들은 여성 파트너를 찾고자 하는 마음이 더 강해지고 필사적일 수 있다.
데이터에 따르면 소가족은 대개 아들이 더 많고 대가족은 딸이 더 많다. 이러한 추세가 계속되면 소가족의 아들이 자원이 부족한 대가족의 딸보다 더 많은 자원과 더 유리한 기회를 갖게 되는 남성과 여성 사이의 사회적 격차가 더 커질 수 있다. 그러나, 이것은 친족과 형제자매의 지원이 강하게 장려되는 한국에서만큼 널리 퍼지지 않을 수도 있다.

### 가능한 긍정적인 효과
한편, 긍정적인 영향도 있을 수 있다. 성선택적 낙태로 원치 않는 아동의 수가 줄어 신생아 사후 사망률과 여학생 학대 등이 예방된다. 여성의 희귀성은 여성의 가치도 증가시켜 결국 더 균형잡힌 출산 성비로 이어질 수 있다. 추가로 여성이 아들을 낳으면 가족들로부터 더 나은 대우를 받을 수 있으며, 가족의 위치와 사회적 지위가 확보된다.

## 성별 선택 기술 및 방법

### 산전 성 검사
1987년 태아 검진은 유전적 문제 발견과 태아 성장 모니터링에 대해서만 합법적이었으나 태아 검진을 목적으로는 금지되었다. 기법으로는 만성 빌러스 샘플링, 양수 천자 및 초음파가 포함되었다. 하지만, 태아 성검사에 대한 실질적인 처벌이 벌금 외에 없었기 때문에, 많은 가족들이 여전히 아기의 성별을 검사할 수 있는 방법을 찾고 있었다. 게다가, 의학적 목적을 위한 태아 검진은 종종 필연적으로 아기의 성별을 부산물로 보여준다. 학자들은 1980년대 초음파와 성검진 기술의 출현과 1985년에서 1995년 사이에 남성 출생이 크게 증가한 것 사이를 연결시켜 왔다. 높은 성비율에 대응하여 정부는 처벌을 대폭 강화하였고, 1990년에는 태아에 대해 이러한 성 결정 검사를 수행한 의사의 의료 면허를 체포하여 정지시켰다. 각각의 선택적 낙태는 적어도 두 번의 성 결정 검사를 필요로 했고, 이 검사들은 종종 매우 비쌌다. 따라서, 모든 여성들이 건강 관리와 낙태 선택권을 가질 수 있는 동등한 기회를 가진 것은 아니었다. 높은 태아 검진 가격과 강화된 처벌과 함께 1995년 이후 성비율이 낮아지고 정상화되기 시작했는데, 이는 그 기간 동안 성-유기 낙태의 비율이 더 낮음을 시사한다.

### 낙태 방법
한국에서 낙태가 범죄화되면서 많은 여성들이 낙태를 받을 수 있는 방법을 찾아야 했다. 하지만, 이것은 보이는 것만큼 어렵지 않았다. 한국의 수많은 병원들이 몰래 낙태를 시행했다. 빠르고 저렴한 낙태 시술로 인해 발생할 수 있는 건강상의 합병증에도 불구하고, 여성들은 여전히 이러한 병원을 찾았다. 종종 여성들은 임신 초기에 '월경추출'이라는 이름으로 임신 초기 낙태를 유도했는데, 이때 진공상태는 태아를 자궁에서 빨기 위해 사용되어 심한 출혈을 일으킨다. 이 절차는 용어 초기에 이루어졌기 때문에 여성들이 실제로 임신했다는 것을 완전히 확신하지 않고 수행되기 때문에 논란이 되고 있다. 이로 인해, 이 과정은 낙태의 합법성을 벗어나 한국에서 "가족 계획"과 "공공 보건" 서비스의 일환으로 받아들여진다. 학자들은 이러한 낙태의 접근성이 1980년대부터 2000년대 초반까지 성차별적인 낙태의 지속적인 수행을 지속시켰다고 지적했다.

## 같이 보기
- 대한민국의 저출산